# Hugo Consuegra Sosa
Hugo Consuegra Sosa, llamado Hugo Consuegra Consuegra Sosa (La Habana, Cuba, 26 de octubre de 1929 — Nueva York, 2003), fue un artista cubano-estadounidense con trabajo en los campos de la pintura, el dibujo, el grabado y el diseño gráfico. 
Entre 1941 y 1947 recibió lecciones de música (piano) en el Conservatorio Hubert de Blanck de La Habana. También estudió en la Escuela Nacional de Bellas Artes San Alejandro entre 1943-1947 y se graduó en Arquitectura por la Universidad de La Habana en 1955. Perteneció al grupo Los Once. Desde 1970 y hasta su muerte residió en Nueva York.

## Exposiciones individuales
Hugo Consuegra presentó su trabajo en diversas exposiciones invividuales, entre las que cabe mencionar: Exposición Hugo Consuegra. Óleos, Acuarelas, Dibujos, celebrada en 1953 en el Lyceum de La Habana; en 1971 Hugo Consuegra. “Curriculum Vitae” en Cisneros Gallery, Nueva York; en 1993 An Exhibition of Contemporary Cuban Art by Hugo Consuegra, The Cantor Seinuk Group, Nueva York; y en 1993 Hugo Consuegra, Guido Llinás, Tomás Oliva A. Reunion, en Jadite Galleries, Nueva York.

## Exposiciones colectivas
Su obra estuvo presente en muestras y ferias como el Salón Anual de Pintura y Escultura, en 1946 y 1947, en el Círculo de Bellas Artes, Habana, Cuba; en 1962 en la 3ª Bienal de París que se celebró en el Musée d’Art Moderne de la Ville de Paris, París, Francia; en 1969 en la muestra Maestros Hispánicos de Hoy en el Museo de Cádiz, España; 1987, Abstract Visions, en el Museum of Contemporary Hispanic Art (MOCHA), Nueva York y 1997, Pinturas del Silencio, Galería La Acacia, La Habana.

## Premios
A lo largo de su carrera recibió varios reconocimientos, entre ellos la Medalla de Oro de Paisaje que obtuvo en el XX Salón de Bellas Artes celebrado en el Círculo de Bellas Artes de La Habana en 1948; en 1960, Mención Honorífica en la 2ª Bienal Interamericana de México, Museo Nacional de Arte Moderno, México D. F., y el premio de la Cintas Foundation Fellowship, Nueva York.

## Colecciones
Su obra se encuentra en las colecciones permanentes de Casa de las Américas, La Habana (Cuba); Museo Nacional de Bellas Artes (Cuba); Cintas Foundation, Nueva York, (Estados Unidos de América); Jersey City Museum of Art, Nueva Jersey (Estados Unidos de América); Museum of Modern Art of Latin America, Washington D. C.; Organización de los Estados Americanos, Washington D. C., y Printmaking Workshop, Nueva York.
- Datos: Q5933877